# Marc Heitmeier
Marc Heitmeier (* 18. März 1985 in Dortmund) ist ein deutscher Fußballspieler, der aktuell vereinslos ist.

## Karriere
Bis 2004 spielte Heitmeier in der Jugend der SG Lütgendortmund und von Borussia Dortmund, wechselte dann zur zweiten Mannschaft der Dortmunder, für die er in 46 Spielen der Regionalliga Nord zwei Tore erzielte. Zwischenzeitlich stand Heitmeier im Bundesligakader der Borussen, kam aber zu keinem Einsatz. Zur Saison 2007/08 wechselte Heitmeier in die Oberliga Nord zum SV Wilhelmshaven, wo er in 32 Ligaspielen fünf Tore erzielen konnte. Ab der Spielzeit 2008/09 stand er beim Drittligisten Kickers Offenbach unter Vertrag. Verletzungsbedingt erfolgte sein Debüt in der 3. Liga erst am neunten Spieltag gegen Werder Bremen II. Beim OFC erspielte sich Heitmeier einen Stammplatz in der Innenverteidigung und kam auf 45 Einsätze.
Nach Auslaufen seines Vertrages wechselte Heitmeier im Sommer 2010 zum Zweitligisten FSV Frankfurt, wo er einen Zweijahresvertrag unterschrieb. Dort war er unter Trainer Hans-Jürgen Boysen, der ihn schon bis Oktober 2009 in Offenbach betreut hatte, neben Björn Schlicke als Stammspieler in der Innenverteidigung der Bornheimer gesetzt, debütierte zum Auftakt der Saison 2010/11 gegen Arminia Bielefeld (2:1) in der 2. Bundesliga und rechtfertigte in den ersten Saisonspielen mit soliden Leistungen seine Aufstellung. Nach einer Verletzung musste Heitmeier nach dem 9. Spieltag allerdings eine Zwangspause einlegen. In der Rückrunde wurde er überwiegend im defensiven Mittelfeld eingesetzt. Auch in der Saison 2011/12 spielte Heitmeier auf der „6er“-Position, hier konkurriert er mit Yannick Stark um den Platz neben Samil Cinaz in der Startelf. Der zweikampfstarke Heitmeier kam in dieser Spielzeit auf 28 Einsätze, davon 24 von Beginn an. Seinen zum Saisonende auslaufenden Vertrag verlängerte er frühzeitig um zwei Jahre bis Juni 2014. Zur Saison 2014/15 wechselt er zum Drittligisten Preußen Münster. Seit Juli 2016 steht er wieder beim FSV Frankfurt unter Vertrag.